# ミア・モトリー
ミア・アモール・モトリー（英語: Mia Amor Motley, 1965年10月1日 - ）は、バルバドスの政治家。2018年から首相を務めている。2003年から2008年までは副首相を務めた。モトリーが提案した憲法改正に伴い、君主制廃止を果たした。バルバドス労働党（BLS）党首。2018年と2022年には圧倒的な得票率で野党に勝ち取っている。

## 経歴

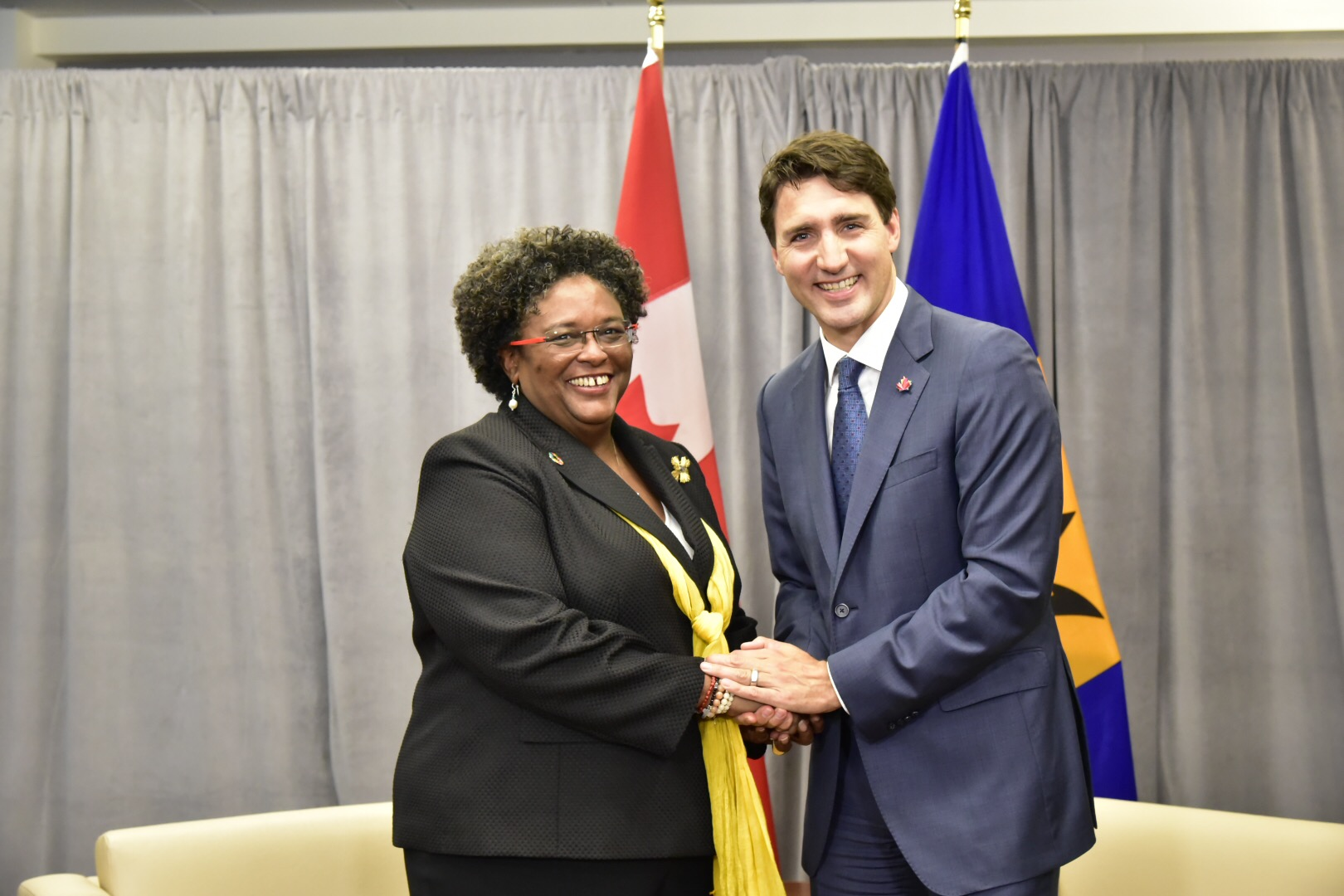
2018年の会談でカナダのジャスティン・トルドー首相（右）と共に

英領バルバドスのセント・マイケル教区生まれ。祖父はブリッジタウン市長、父のエリオットは弁護士出身のブリッジタウン市議会議員であった。自身は国連国際学校やロンドン・スクール・オブ・エコノミクスを経て、1986年にロンドン大学の学位を取得した。
1991年に政界進出したが、1994年の総選挙で議員に選出されると共に オーウェン・アーサー内閣の下で教育・文化大臣に任命された。大臣在職中は教育関係の著書を出版した。2001年には女性初のバルバドス司法長官兼法務大臣に就任。数年後には副首相、経済開発大臣を歴任した。2008年の党内選挙ではバルバドス労働党書記長に選出され、市民の権利を守ると約束した。しかし、2010年には選挙に敗北し続けた責任で書記長の座から退任せざるを得なかった。
2013年に再び書記長の座へ戻り、2018年5月24日にはバルバドス議会の議席全てを独占し、翌日にはバルバドス初の首相に就任。2035年に満期を迎えるユーロの債務を返済できないと発表した。2019年開催の国際連合総会の演説で、気候変動とカリブ諸国への影響について語った。
2020年の演説ではバルバドスは共和国移行を目指し、エリザベス2世を元首から外す必要がある計画を発表。モトリーは「ついに植民地時代の残骸を置き去りにする時が来た」と主張。2021年7月27日に同年11月30日に議会共和制になると宣言後、同年10月にはサンドラ・メイソンが大統領として選出される。11月30日の大統領就任式典の前に鳴った時計で英連邦王国を脱退、共和制へ移行された。共和制移行には国民投票を行わなかったため、一部の声では「独裁的」だと批判された。
2021年の国際連合総会ではアントニオ・グテーレス事務総長の前で演説の台本を投げ、自ら、気候変動や新型コロナウイルスワクチンの問題で道徳的な指揮力を高めるよう訴えかけた。2022年では2期目の当選を果たした。